# Saint-André-sur-Orne
Saint-André-sur-Orne är en kommun i departementet Calvados i regionen Normandie i norra Frankrike. Kommunen ligger i kantonen Bourguébus som ligger i arrondissementet Caen. År 2022 hade Saint-André-sur-Orne 1 727 invånare.

## Befolkningsutveckling
Antalet invånare i kommunen Saint-André-sur-Orne
Referens:INSEE